# Peaches Bartkowicz
Jane „Peaches“ Bartkowicz (* 16. April 1949 in Hamtramck, Michigan) ist eine ehemalige US-amerikanische Tennisspielerin.

## Karriere
Nachdem Bartkowicz im Alter von sieben Jahren in einem Busch einen Tennisschläger gefunden hatte, begann sie mit dem Tennisspielen. Den Spitznamen „Peaches“ erhielt sie von einem ihrer Tennistrainer, Richard Sunday, der meinte, sie hätte a peach of a shot. Ihre ersten Einzel- und Doppeltitel gewann sie 1960 bei der U.S. Lawn Tennis Association. Zwischen dem elften und siebzehnten Lebensjahr gewann sie 17 nationale Juniorenturniere; 1964 war sie bei den Wimbledon Championships der Mädchen siegreich. 1969 gewann sie mit dem US-Team den Federation Cup und 1970 den Wightman Cup. Insgesamt gewann sie 14 Turniere und erreichte 1969 in der Weltrangliste Platz 8.
Beim Demonstrationswettbewerb der Olympischen Spiele 1968 in Mexiko gewann Bartkowicz die Goldmedaille im Einzel.
Bartkowicz zählt zu den neun Spielerinnen, den Original 9, die 1970 das Virginia Slims Invitational spielten, das von Gladys Heldman veranstaltet und gesponsert wurde.

## Persönliches
Ihre Mutter stammt aus Russland und ihr Vater aus Polen. 1948 verließen die Eltern Deutschland, um sich in Hamtramck niederzulassen.

## Abschneiden bei Grand-Slam-Turnieren

### Einzel
| Turnier         | 1965 | 1966 | 1967 | 1968 | 1969 | 1970 | 1971 | Karriere |
| --------------- | ---- | ---- | ---- | ---- | ---- | ---- | ---- | -------- |
| Australian Open | —    | —    | —    | —    | —    | —    | —    | —        |
| French Open     | —    | —    | —    | —    | 2    | 1    | —    | 2        |
| Wimbledon       | 1    | —    | —    | 2    | 3    | 3    | 1    | 3        |
| US Open         | —    | —    | —    | VF   | VF   | 2    | —    | VF       |

### Doppel
| Turnier         | 1968 | 1969 | 1970 | 1971 | Karriere |
| --------------- | ---- | ---- | ---- | ---- | -------- |
| Australian Open | —    | —    | —    | —    | —        |
| French Open     | —    | VF   | AF   | —    | VF       |
| Wimbledon       | 1    | VF   | 2    | 2    | VF       |
| US Open         | —    | VF   | VF   | —    | VF       |